# Brave hendrik (plant)
De brave hendrik (Blitum bonus-henricus, basioniem: Chenopodium bonus-henricus) is een vaste plant uit de amarantenfamilie (Amaranthaceae).
De soort staat op de Nederlandse Rode lijst van planten als zeer zeldzaam en zeer sterk in aantal afgenomen. Deze plant is wettelijk beschermd sinds 1 januari 2017 door de Wet Natuurbescherming. De plant komt in Nederland voor in Limburg (vooral in bosrijke omgeving), Zuid-Holland, Gelderland en Overijssel.
De brave hendrik komt voor op bewerkte, vochtige, zeer stikstofrijke grond rondom boerderijen, mesthopen en plekken waar geürineerd wordt.

## Botanische beschrijving
De plant wordt 15-60 cm hoog en bloeit van mei tot augustus met een vrij korte, sterk vertakte bloeiwijze. De groene bloemkluwens zitten op de zij-assen dicht bij elkaar.

## Toepassingen
De brave hendrik is een zeer oude groente, waarvan de geplukte bladeren maar één dag bewaard kunnen worden. De jonge bladeren kunnen als spinazie gegeten worden en de jonge scheuten kunnen als een soort asperges klaargemaakt worden. Zaden kunnen in de handel gekocht worden.
Ook heeft de plant een aantal geneeskrachtige werkingen. In Duitsland worden de zaden van de brave hendrik gebruikt voor het vetmesten van kippen en wordt daar Fette Henne genoemd. De wortels worden ook wel gebruikt tegen hoest bij schapen.